# Krokodilen Gena (kortfilm)
Krokodilen Gena, även Drutten och Jena, Drutten och Krokodilen och Krokodilen Gena och hans vänner, (ryska: Крокоди́л Ге́на, Krokodíl Géna) är en sovjetisk dockanimerad kortfilm från 1969, i regi av Roman Katjanov. Filmen bygger på boken Krokodilen Gena och hans vänner, av Eduard Uspenskij, och släpptes av Sojuzmultfilm den 15 december 1969.

## Handling
Krokodilen Gena arbetar i en djurpark som krokodil. Varje kväll återvänder han hem till sin tomma lägenhet för att spela schack med sig själv. En dag tröttnar han på sin trista tillvaro och bestämmer sig för att skaffa vänner. Diverse djur och människor svarar på annonser som klistrats upp runt om i staden. Flickan Galja kommer först med en hemlös valp Tobik, och efter henne djuret Drutten, okänd för vetenskapen och som hittades i en låda med apelsiner. Gena och hans nya vänner bestämmer sig för att bygga ett "Vännernas hus". Men en busig gammal kvinna vid namn Shapokljak, känd över hela staden för sina huliganupptåg och för att inte vara särskilt vänlig, vill spela det vänliga sällskapet ett spratt. Senare ångrar hon sig och ber skriftligen om ursäkt. Under tiden byggs "Vännernas hus", alla som deltog i byggandet har blivit vänner, så huset skänks till ett daghem, där Drutten börjar arbeta som leksak.

## Rollista
- Vasilj Livanov — krokodilen Gena / djurparksskötare
- Klara Rumjanova — Drutten / kattunge
- Vladimir Rautbart — Shapokljak
- Vladimir Kenigson — apelsinförsäljare / butikschef / berättare / leoparden Leo (i original lejonet Chander) / förbipasserande
- Tamara Dmitrijeva — flickan Galja / valpen Tobik / giraffen (i boken - Anjuta)

### Svenska röster
- Sten Carlberg — krokodilen Gena
- Agneta Bolme Börjefors — Drutten

## Filmteam
- Manusförfattare: Eduard Uspenskij, Roman Katjanov
- Regissör: Roman Katjanov
- Scenograf: Leonid Sjvartsman
- Filmfotograf: Iosif Golomb
- Kompositör: Michail Ziv
- Ljudtekniker: Georgij Martynjuk
- Animatör: Kirill Maljantovitj, Maja Buzinova, Pavel Petrov, Maria Portnaja
- Målare: Alexander Gorbatjov
- Klippare: Lydia Kjaksjt
- Redaktör: Natalia Abramova
- Dockor och rekvisita: Oleg Masainov, Gennadij Ljutinskij, Liliana Ljutinskaja, Svetlana Znamenskaja, Semjon Etlis, V. Kalasjnikova, Marina Tjesnokova, Jekaterina Darikovitj, Pavel Lesin, Valentin Ladygin
- under ledning av: Roman Gurov
- Producent: Natan Bitman

## Musik
Filmen innehåller låten "Shapokljaks sång" av Michail Ziv med text av Eduard Uspenskij och framförd av Vladimir Rautbart.

## Popularitet
Huvudfigurerna i filmen blev väldigt populära i Sovjetunionen och blev en del av den ryska masskulturen.

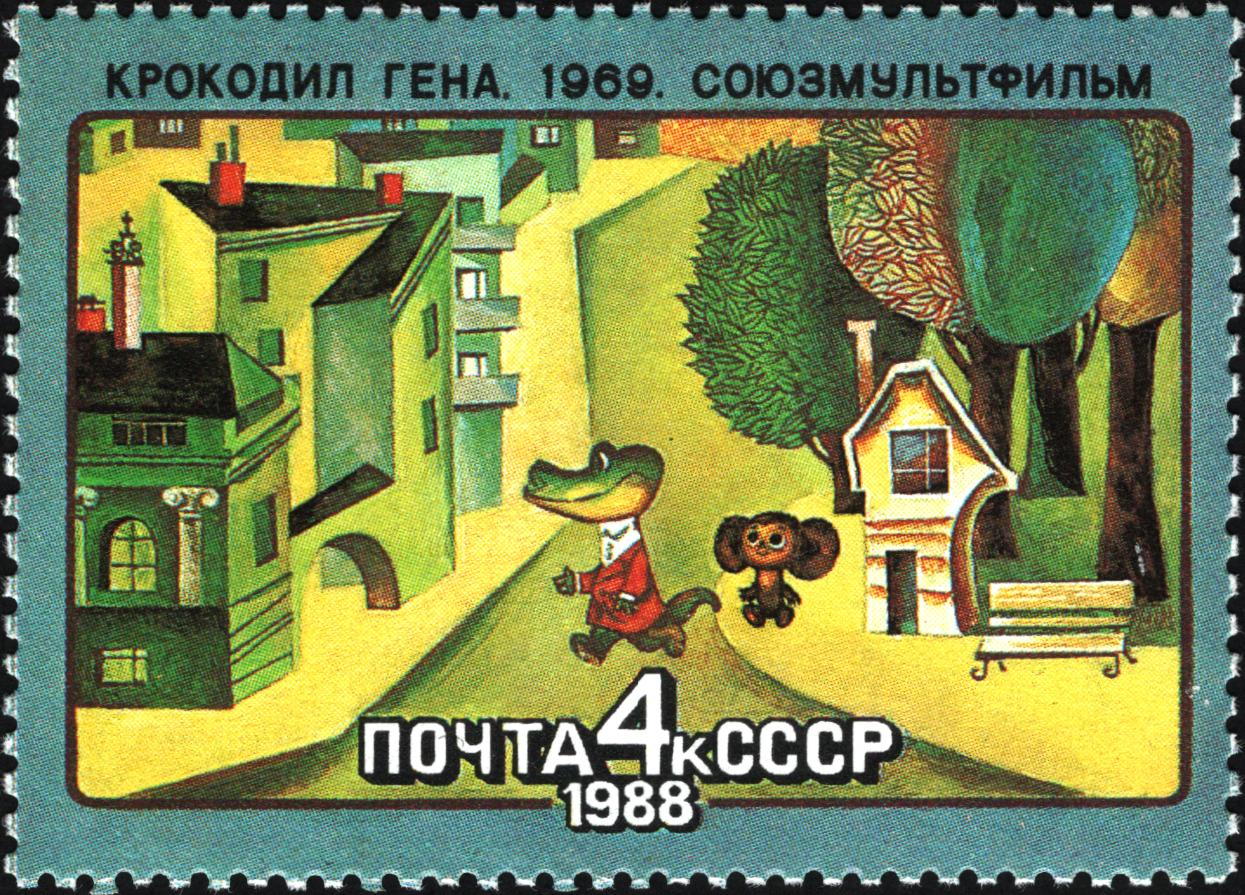
Drutten och Gena på sovjetiskt frimärke

Filmen tillägnades ett frimärke som utfärdades 1988 av Potjta Rossii tillsammans med motiv från diverse andra sovjetiska tecknade filmer.
I maj 2010 visades den tecknade filmen "Krokodilen Gena" i Japan som i mångt och mycket är en nyfilmatisering av originalet från 1969.

## Utgivning
Filmen gavs ut i Sverige 2005 på DVD av Pan Vision tillsammans med Drutten, Shapp och Klack och Drutten i skolan under titeln Originalserien med Drutten & Krokodilen.